# Парламентарни избори у Јерменији 2017.
Парламентарни избори у Јерменији су одржани 2. априла 2017.
Републиканска партија председника Сержа Саргсјана је освојила 49,15% гласова, док је опозициона Царукјан алијанса добила 27,37%. Партија Дашанкцутјун која је лојална влади освојила је 7,78% гласова што је довољно да уђе у парламент.
Излазност бирача, према наводима изборне комисије, износила је 60,86%.
Ово су први парламентарни избори од када је измјиењен устав којим су проширена овлашћења парламента и премијера. Критичари виде измене устава као део Саргсјанових напора да задржи контролу над земљом након што се 2018. године повуче са функције због истека мандат, а уколико његова партија контролише парламент, могао би да буде именован за премијера када оде са места председника. Међутим, 62-годишњи Саргсјан, који је на челу Јерменије од 2008, одбацио је такве тврдње, описавши уставне измене одобрене на референдуму 2015. као кораке ка јачању демократије.